# تپه قلعه کهنه تجری
تپه قلعه کهنه تجری مربوط به دوره اشکانیان - دوره ساسانیان است که در۴ کیلومتری شمال غرب روستای زالی واقع شده و این اثر با شمارهٔ ثبت ۲۳۳۰۸ به‌عنوان یکی از آثار ملی ایران به ثبت رسیده‌است.